# Herminium glossophyllum
Herminium glossophyllum är en orkidéart som beskrevs av Tang och Fa Tsuan Wang. Herminium glossophyllum ingår i släktet honungsblomstersläktet, och familjen orkidéer. Inga underarter finns listade i Catalogue of Life.